# Opel Tigra
Opel Tigra var en bilmodel fra den tyske bilfabrikant Opel, som gik i produktion i januar 1994. I Storbritannien hed modellen Vauxhall Tigra, i Brasilien og Mexico Chevrolet Tigra og i Australien Holden Tigra.
Tigra udgik af produktion i midten af 2001. Efterfølgeren Tigra TwinTop med stålfoldetag kom først på markedet i efteråret 2004.

## Teknik
Tigra var en 2+2-personers sportscoupé, som blev fremstillet i Zaragoza, Spanien. Den var baseret på Corsa B. Også begge motorerne kom fra Corsa, det drejede sig om Ecotec-benzinmotorer på 1,4 og 1,6 liter med 90 hhv. 106 hk, begge med 16 ventiler. Modellerne med 1,6-motor havde tågeforlygter som standardudstyr. Hvor 1,6-motoren udgik i august 1998, kunne 1,4'eren leveres helt til produktionens indstilling.
Ligesom Corsa havde Tigra forhjulstræk og femtrins manuel gearkasse, dog kunne 1,4-motoren som ekstraudstyr leveres med firetrins automatgear.
Bilen havde gastryksstøddæmpere fortil og bagtil. Skivebremserne på forakslen var indvendigt ventilerede, mens bagakslen havde tromlebremser. ABS kunne til Tigra kun leveres mod merpris.
Der blev i alt solgt 256.392 eksemplarer af Tigra, heraf 59.462 i Tyskland.

## Yderligere versioner
I 1995 blev der som prototype uden nogen idé om serieproduktion præsenteret en Tigra V6. Her drejede det sig om en centermotorbil med baghjulstræk, udstyret med en 3,0-liters V6-motor med 210 hk fra Omega.
Fabrikanten lavede til udstilling ligeledes en Tigra Roadster. Firmaet Irmscher ombyggede Tigra til pickup og kaldte den herefter Irmscher Fun. Denne model skulle efter sigende være blevet solgt i 25 eksemplarer.

## Tekniske data
|                                                | 1.4 16V                         | 1.6 16V              |
| Byggeperiode                                   | 1/1994−2001                     | 1/1994−8/1998        |
| Motordata                                      |                                 |                      |
| Motorkode                                      | X14XE                           | X16XE                |
| Motortype                                      | R4-benzinmotor                  | R4-benzinmotor       |
| Antal ventiler pr. cylinder                    | 4                               | 4                    |
| Ventilstyring                                  | DOHC, tandrem                   | DOHC, tandrem        |
| Fødesystem                                     | Multipoint                      | Multipoint           |
| Trykladning                                    | –                               | –                    |
| Køling                                         | Vandkøling                      | Vandkøling           |
| Boring × slaglængde                            | 77,6 × 73,4 mm                  | 79,0 × 81,5 mm       |
| Slagvolume                                     | 1389 cm³                        | 1598 cm³             |
| Kompressionsforhold                            | 10,5:1                          | 10,5:1               |
| Maks. effekt ved omdr./min.                    | 66 kW (90 hk) /6000             | 78 kW (106 hk) /6000 |
| Maks. drejningsmoment ved omdr./min.           | 125 Nm /4000                    | 148 Nm /4000         |
| Kraftoverførsel                                |                                 |                      |
| Drivende hjul                                  | Forhjul                         | Forhjul              |
| Gearkasse (standardudstyr)                     | 5-trins manuel                  | 5-trins manuel       |
| Gearkasse (ekstraudstyr)                       | 4-trins automatisk              | –                    |
| Præstationer1                                  |                                 |                      |
| Topfart                                        | 190 km/t (182 km/t)             | 203 km/t             |
| Acceleration 0-100 km/t                        | 11,5 sek. (14,0 sek.)           | 9,8 sek.             |
| Brændstofforbrug pr. 100 km ved blandet kørsel | 7,4 liter (8,0 liter) Blyfri 95 | 7,8 liter Blyfri 95  |
| CO2-udslip ved blandet kørsel                  | 173 g/km                        | 183 g/km             |